# Бурмейстер, Фридрих
Фридрих Бурмейстер (нем. Friedrich Burmeister; 24 марта 1888, Виттенберге, Бранденбург — 25 июля 1968, Восточный Берлин) — министр почты и связи ГДР.

## Биография
Фридрих Бурмейстер родился в семье машиниста локомотива, в 1905 году поступил на работу в почтовую службу. Сдав экзамен на почтового ассистента и отслужив в пехотном подразделении связи на фронте в Первую мировую войну, Бурмейстер с 1919 года работал почтовым ассистентом в берлинском Райниккендорфе, а затем в главной дирекции почты в Шверине, где был повышен в должности до почтового инспектора.
В 1924 году Бурмейстер вступил в Республиканскую партию Германии, в 1926—1930 годах состоял в Немецкой демократической партии. В 1939 году получил звание старшего почтового директора и направлен на работу в Карлсбад, с 1943 года работал в дирекции имперской почты в Ауссиге.
В 1945 году Бурмейстер вернулся в Шверин и работал в почтовой дирекции, вступил в Христианско-демократический союз. В 1946—1949 годах занимал должность министра труда и социального обеспечения земли Мекленбург, затем до 1963 года работал на должности министра почты и связи ГДР. В 1949—1958 годах являлся депутатом Народной палаты ГДР, в 1950—1968 годах входил в состав правления ХДС. Похоронен на Третьем Панковском кладбище.